# Les Surprises de l'amour (film, 1959)
Pour les articles homonymes, voir Les Surprises de l'amour.
Pour plus de détails, voir Fiche technique et Distribution.
Les Surprises de l'amour (Le sorprese dell'amore) est une comédie italienne réalisée par Luigi Comencini, sortie en 1959.

## Synopsis
Didi et Marianna partagent la même chambre meublée et elles sont toutes les deux insatisfaites de leurs compagnons. Celui de la première, un professeur de lettres, est trop chaste et romantique avec elle tandis que l'autre, un voyageur de commerce, est trop pressant avec la seconde. Didi veut que son fiancé soit moins niais et plus coquin avec elle alors que Marianna désire que le sien soit plus sentimental et moins porté sur le sexe. Pour être satisfaites, elles décident d'échanger leurs hommes.

## Fiche technique
- Titre original : Le sorprese dell'amore
- Titre français : Les Surprises de l'amour
- Réalisation : Luigi Comencini
- Scénario : Edoardo Anton, Ruggero Maccari, Luigi Comencini et Marcello Fondato
- Montage : Nino Baragli
- Musique : Gino Negri
- Photographie : Carlo Carlini
- Société de production : Tempo Film et Morino Film
- Société de distribution : Lux Film
- Pays d'origine :  Italie
- Format : noir et blanc
- Genre : comédie
- Durée : 95 minutes
- Date de sortie : 
  - Italie : 4 décembre 1959

## Distribution
- Dorian Gray : Didì
- Walter Chiari : Ferdinando
- Anna Maria Ferrero : Mariarosa
- Sylva Koscina : Marianna
- Franco Fabrizi : Battista
- Mario Carotenuto : Don Maurizio
- Elena Zareschi : Carlotta
- Vittorio Gassman : le maître d'école
- Valeria Fabrizi : Mimma
- Carletto Sposito : Gaspare